# Liste des planètes mineures (607001-608000)
Voici la liste des planètes mineures numérotées de 607001 à 608000. Les planètes mineures sont numérotées lorsque leur orbite est confirmée, ce qui peut parfois se produire longtemps après leur découverte. Elles sont classées ici par leur numéro.

## Planètes mineures 607001 à 608000
- (607001) 2020 YE15
- (607002) 2021 AJ13
- (607003) 2021 BW5
- (607004) 2021 CQ23
- (607005) 2021 EL11
- (607006) 2021 EZ16
- (607007) 2021 FK13
- (607008) 2021 FJ25
- (607009) 2021 OX18
- (607010) 2021 PP85
- (607011) 2021 QQ20
- (607012) 1991 TD17
- (607013) 1993 BM10
- (607014) 1993 RG21
- (607015) 1994 BX2
- (607016) 1994 GV5
- (607017) 1994 RC30
- (607018) 1994 ST5
- (607019) 1994 UP3
- (607020) 1994 UX8
- (607021) 1994 WY6
- (607022) 1994 XT2
- (607023) 1995 CV6
- (607024) 1995 EZ2
- (607025) 1995 FB9
- (607026) 1995 MH8
- (607027) 1995 OP13
- (607028) 1995 QH17
- (607029) 1995 SO58
- (607030) 1995 SA70
- (607031) 1995 SQ80
- (607032) 1995 SW82
- (607033) 1995 SM90
- (607034) 1995 UZ31
- (607035) 1995 UK42
- (607036) 1995 UN43
- (607037) 1995 UJ66
- (607038) 1995 UZ74
- (607039) 1995 UH76
- (607040) 1995 UN79
- (607041) 1995 UW79
- (607042) 1995 WZ32
- (607043) 1996 AF9
- (607044) 1996 BM9
- (607045) 1996 BU10
- (607046) 1996 BH16
- (607047) 1996 EV5
- (607048) 1996 FG25
- (607049) 1996 GX13
- (607050) 1996 RQ23
- (607051) 1996 VY34
- (607052) 1996 XA10
- (607053) 1996 XE20
- (607054) 1996 XY37
- (607055) 1997 BH5
- (607056) 1997 CB14
- (607057) 1997 EV16
- (607058) 1997 EJ20
- (607059) 1997 EV21
- (607060) 1997 EE22
- (607061) 1997 NT2
- (607062) 1997 OK3
- (607063) 1997 SX7
- (607064) 1997 SK22
- (607065) 1997 SO22
- (607066) 1997 SP22
- (607067) 1997 SE24
- (607068) 1997 SP26
- (607069) 1997 SW35
- (607070) 1997 SY35
- (607071) 1997 TG
- (607072) 1997 TH8
- (607073) 1997 TU8
- (607074) 1997 TJ12
- (607075) 1997 UQ15
- (607076) 1998 BF24
- (607077) 1998 BO31
- (607078) 1998 BZ38
- (607079) 1998 DW38
- (607080) 1998 FS149
- (607081) 1998 GG13
- (607082) 1998 HT2
- (607083) 1998 HX9
- (607084) 1998 HL25
- (607085) 1998 KA1
- (607086) 1998 OP1
- (607087) 1998 QC112
- (607088) 1998 QG112
- (607089) 1998 QH112
- (607090) 1998 RU14
- (607091) 1998 SH17
- (607092) 1998 SM32
- (607093) 1998 SR32
- (607094) 1998 SO40
- (607095) 1998 SA177
- (607096) 1998 SR177
- (607097) 1998 SV177
- (607098) 1998 SW177
- (607099) 1998 SK178
- (607100) 1998 SO178
- (607101) 1998 SX178
- (607102) 1998 SY178
- (607103) 1998 SC179
- (607104) 1998 SJ179
- (607105) 1998 SN179
- (607106) 1998 SU179
- (607107) 1998 SO180
- (607108) 1998 SC181
- (607109) 1998 SF181
- (607110) 1998 SJ181
- (607111) 1998 TA4
- (607112) 1998 TB5
- (607113) 1998 TL21
- (607114) 1998 TP24
- (607115) 1998 TT25
- (607116) 1998 VO39
- (607117) 1998 WA38
- (607118) 1998 WN46
- (607119) 1999 AB35
- (607120) 1999 AU35
- (607121) 1999 AV39
- (607122) 1999 BQ35
- (607123) 1999 CP138
- (607124) 1999 CL160
- (607125) 1999 CO160
- (607126) 1999 EP15
- (607127) 1999 FZ97
- (607128) 1999 FD98
- (607129) 1999 FE98
- (607130) 1999 FH100
- (607131) 1999 FU100
- (607132) 1999 FJ101
- (607133) 1999 HN13
- (607134) 1999 KQ21
- (607135) 1999 NE16
- (607136) 1999 OV5
- (607137) 1999 RN233
- (607138) 1999 RU259
- (607139) 1999 SR23
- (607140) 1999 SQ28
- (607141) 1999 SG29
- (607142) 1999 TF22
- (607143) 1999 TP43
- (607144) 1999 TC48
- (607145) 1999 TE55
- (607146) 1999 TM55
- (607147) 1999 TL56
- (607148) 1999 TZ56
- (607149) 1999 TW57
- (607150) 1999 TM62
- (607151) 1999 TG66
- (607152) 1999 TU66
- (607153) 1999 TA71
- (607154) 1999 TX73
- (607155) 1999 TZ74
- (607156) 1999 TX109
- (607157) 1999 TZ157
- (607158) 1999 TD218
- (607159) 1999 TC266
- (607160) 1999 TQ307
- (607161) 1999 TD310
- (607162) 1999 TK311
- (607163) 1999 TV316
- (607164) 1999 TS337
- (607165) 1999 TX337
- (607166) 1999 TA338
- (607167) 1999 TD338
- (607168) 1999 TF338
- (607169) 1999 TN338
- (607170) 1999 TS338
- (607171) 1999 TW338
- (607172) 1999 TX338
- (607173) 1999 TZ338
- (607174) 1999 TU339
- (607175) 1999 TV339
- (607176) 1999 TM340
- (607177) 1999 TQ340
- (607178) 1999 TT340
- (607179) 1999 TS341
- (607180) 1999 TT342
- (607181) 1999 TV342
- (607182) 1999 TG343
- (607183) 1999 UJ22
- (607184) 1999 UC33
- (607185) 1999 UU37
- (607186) 1999 UT53
- (607187) 1999 UA55
- (607188) 1999 UC56
- (607189) 1999 US65
- (607190) 1999 UU65
- (607191) 1999 UY65
- (607192) 1999 UM66
- (607193) 1999 VH120
- (607194) 1999 VY128
- (607195) 1999 VR132
- (607196) 1999 VK134
- (607197) 1999 VX152
- (607198) 1999 VR171
- (607199) 1999 VV174
- (607200) 1999 VF215
- (607201) 1999 VE221
- (607202) 1999 VS221
- (607203) 1999 VZ225
- (607204) 1999 VD232
- (607205) 1999 VG232
- (607206) 1999 VU232
- (607207) 1999 VJ233
- (607208) 1999 VP233
- (607209) 1999 VA234
- (607210) 1999 VE234
- (607211) 1999 WD19
- (607212) 1999 WF22
- (607213) 1999 WC29
- (607214) 1999 XF79
- (607215) 1999 XS146
- (607216) 1999 XQ148
- (607217) 1999 XQ214
- (607218) 1999 XO218
- (607219) 1999 XD226
- (607220) 1999 XM246
- (607221) 1999 XQ253
- (607222) 1999 XO254
- (607223) 1999 XK255
- (607224) 1999 XQ260
- (607225) 1999 XU265
- (607226) 1999 XB266
- (607227) 1999 XE266
- (607228) 1999 XY266
- (607229) 1999 YS20
- (607230) 1999 YZ29
- (607231) 1999 YE30
- (607232) 1999 YG30
- (607233) 1999 YM30
- (607234) 2000 AO
- (607235) 2000 AM216
- (607236) 2000 AU220
- (607237) 2000 AU225
- (607238) 2000 AP257
- (607239) 2000 AN258
- (607240) 2000 AW258
- (607241) 2000 AO259
- (607242) 2000 AP259
- (607243) 2000 AU259
- (607244) 2000 BX11
- (607245) 2000 BX12
- (607246) 2000 BJ30
- (607247) 2000 BT30
- (607248) 2000 BX38
- (607249) 2000 BZ45
- (607250) 2000 BJ46
- (607251) 2000 BD47
- (607252) 2000 BU52
- (607253) 2000 BY52
- (607254) 2000 BD53
- (607255) 2000 CO41
- (607256) 2000 CZ73
- (607257) 2000 CV108
- (607258) 2000 CQ118
- (607259) 2000 CW120
- (607260) 2000 CU128
- (607261) 2000 CR132
- (607262) 2000 CZ137
- (607263) 2000 CL140
- (607264) 2000 CG141
- (607265) 2000 CM142
- (607266) 2000 CC145
- (607267) 2000 CA151
- (607268) 2000 CG151
- (607269) 2000 CK151
- (607270) 2000 CZ151
- (607271) 2000 CC152
- (607272) 2000 CK152
- (607273) 2000 CE154
- (607274) 2000 CL155
- (607275) 2000 CM155
- (607276) 2000 CN155
- (607277) 2000 CJ156
- (607278) 2000 DW11
- (607279) 2000 DP78
- (607280) 2000 EX161
- (607281) 2000 EY208
- (607282) 2000 ED209
- (607283) 2000 EG209
- (607284) 2000 EX209
- (607285) 2000 EB210
- (607286) 2000 EE211
- (607287) 2000 EG211
- (607288) 2000 EH211
- (607289) 2000 ET211
- (607290) 2000 EZ211
- (607291) 2000 EA212
- (607292) 2000 FO1
- (607293) 2000 FK9
- (607294) 2000 FV64
- (607295) 2000 FK67
- (607296) 2000 FJ74
- (607297) 2000 GZ23
- (607298) 2000 GQ117
- (607299) 2000 GS128
- (607300) 2000 GO131
- (607301) 2000 GL150
- (607302) 2000 GM181
- (607303) 2000 GE188
- (607304) 2000 GF188
- (607305) 2000 GQ188
- (607306) 2000 HP98
- (607307) 2000 HO101
- (607308) 2000 HJ106
- (607309) 2000 JX94
- (607310) 2000 JK95
- (607311) 2000 JV95
- (607312) 2000 JF97
- (607313) 2000 KV84
- (607314) 2000 LH7
- (607315) 2000 OY61
- (607316) 2000 OB64
- (607317) 2000 OK65
- (607318) 2000 ON70
- (607319) 2000 OW70
- (607320) 2000 OM71
- (607321) 2000 OH72
- (607322) 2000 PT32
- (607323) 2000 PM33
- (607324) 2000 QO236
- (607325) 2000 QG238
- (607326) 2000 QP238
- (607327) 2000 QS243
- (607328) 2000 QZ248
- (607329) 2000 QN255
- (607330) 2000 QO255
- (607331) 2000 QT255
- (607332) 2000 QO258
- (607333) 2000 QW258
- (607334) 2000 QC260
- (607335) 2000 RP108
- (607336) 2000 RV108
- (607337) 2000 RX108
- (607338) 2000 RG109
- (607339) 2000 RH109
- (607340) 2000 RX110
- (607341) 2000 RA112
- (607342) 2000 SO377
- (607343) 2000 SL378
- (607344) 2000 SO379
- (607345) 2000 SP379
- (607346) 2000 SP380
- (607347) 2000 SD381
- (607348) 2000 SM381
- (607349) 2000 SP381
- (607350) 2000 SU381
- (607351) 2000 SY381
- (607352) 2000 SE384
- (607353) 2000 SK385
- (607354) 2000 TL20
- (607355) 2000 TL69
- (607356) 2000 TR75
- (607357) 2000 TN76
- (607358) 2000 TD77
- (607359) 2000 TM79
- (607360) 2000 TQ79
- (607361) 2000 TT79
- (607362) 2000 TU79
- (607363) 2000 TZ79
- (607364) 2000 TF80
- (607365) 2000 TK81
- (607366) 2000 TE82
- (607367) 2000 UD116
- (607368) 2000 VP65
- (607369) 2000 VV65
- (607370) 2000 WM64
- (607371) 2000 WT65
- (607372) Colombounilanka
- (607373) 2000 WC199
- (607374) 2000 WT199
- (607375) 2000 WW199
- (607376) 2000 WZ199
- (607377) 2000 WB200
- (607378) 2000 WP201
- (607379) 2000 WJ202
- (607380) 2000 WY202
- (607381) 2000 WN203
- (607382) 2000 WG204
- (607383) 2000 XV55
- (607384) 2000 XY55
- (607385) 2000 XO56
- (607386) 2000 YJ19
- (607387) 2000 YF23
- (607388) 2000 YG25
- (607389) 2000 YO25
- (607390) 2000 YZ141
- (607391) 2000 YA142
- (607392) 2000 YB142
- (607393) 2000 YO144
- (607394) 2000 YP144
- (607395) 2000 YD145
- (607396) 2000 YJ145
- (607397) 2000 YK145
- (607398) 2000 YO145
- (607399) 2000 YP145
- (607400) 2000 YF146
- (607401) 2000 YH146
- (607402) 2001 AM48
- (607403) 2001 AL54
- (607404) 2001 AN54
- (607405) 2001 BO2
- (607406) 2001 BE12
- (607407) 2001 BC84
- (607408) 2001 BD84
- (607409) 2001 BH84
- (607410) 2001 BN84
- (607411) 2001 BR84
- (607412) 2001 CQ50
- (607413) 2001 CB51
- (607414) 2001 DJ112
- (607415) 2001 DN112
- (607416) 2001 DX112
- (607417) 2001 DC113
- (607418) 2001 DH113
- (607419) 2001 DJ113
- (607420) 2001 DP113
- (607421) 2001 DY113
- (607422) 2001 DL114
- (607423) 2001 DQ114
- (607424) 2001 DU114
- (607425) 2001 DZ114
- (607426) 2001 DE115
- (607427) 2001 DH115
- (607428) 2001 DK115
- (607429) 2001 DS115
- (607430) 2001 DV115
- (607431) 2001 DZ115
- (607432) 2001 DB116
- (607433) 2001 DV116
- (607434) 2001 DZ116
- (607435) 2001 DM117
- (607436) 2001 DO117
- (607437) 2001 DX118
- (607438) 2001 DH119
- (607439) 2001 DO119
- (607440) 2001 DQ119
- (607441) 2001 DY119
- (607442) 2001 FE1
- (607443) 2001 FS1
- (607444) 2001 FW29
- (607445) 2001 FZ83
- (607446) 2001 FN110
- (607447) 2001 FG125
- (607448) 2001 FU134
- (607449) 2001 FS151
- (607450) 2001 FK181
- (607451) 2001 FS183
- (607452) 2001 FB189
- (607453) 2001 FF201
- (607454) 2001 FW201
- (607455) 2001 FT202
- (607456) 2001 FG204
- (607457) 2001 FV205
- (607458) 2001 FD206
- (607459) 2001 FG206
- (607460) 2001 FX206
- (607461) 2001 FT207
- (607462) 2001 FH209
- (607463) 2001 FV209
- (607464) 2001 FT213
- (607465) 2001 FK214
- (607466) 2001 FG216
- (607467) 2001 FG217
- (607468) 2001 FW218
- (607469) 2001 FX219
- (607470) 2001 FK225
- (607471) 2001 FE230
- (607472) 2001 FS230
- (607473) 2001 FM232
- (607474) 2001 FH242
- (607475) 2001 FW242
- (607476) 2001 FW243
- (607477) 2001 FY243
- (607478) 2001 FD244
- (607479) 2001 FM244
- (607480) 2001 FN244
- (607481) 2001 FD245
- (607482) 2001 FH245
- (607483) 2001 FW245
- (607484) 2001 FR246
- (607485) 2001 FX246
- (607486) 2001 FB247
- (607487) 2001 FO248
- (607488) 2001 GE12
- (607489) 2001 HB24
- (607490) 2001 HR38
- (607491) 2001 HW68
- (607492) 2001 HF69
- (607493) 2001 HJ69
- (607494) 2001 HO69
- (607495) 2001 HE70
- (607496) 2001 HK70
- (607497) 2001 HM70
- (607498) 2001 HU70
- (607499) 2001 HZ70
- (607500) 2001 HB71
- (607501) 2001 KL69
- (607502) 2001 KE72
- (607503) 2001 KU72
- (607504) 2001 KG79
- (607505) 2001 KQ79
- (607506) 2001 KW79
- (607507) 2001 KZ79
- (607508) 2001 KG80
- (607509) 2001 KJ80
- (607510) 2001 KK80
- (607511) 2001 KD81
- (607512) 2001 KH81
- (607513) 2001 KM81
- (607514) 2001 KT81
- (607515) 2001 KG82
- (607516) 2001 KZ82
- (607517) 2001 KP83
- (607518) 2001 KB84
- (607519) 2001 KG85
- (607520) 2001 KM85
- (607521) 2001 KO85
- (607522) 2001 KH86
- (607523) 2001 KU86
- (607524) 2001 KJ87
- (607525) 2001 KN87
- (607526) 2001 KO87
- (607527) 2001 KH89
- (607528) 2001 MW31
- (607529) 2001 MZ31
- (607530) 2001 NP22
- (607531) 2001 NF23
- (607532) 2001 OF114
- (607533) 2001 OU114
- (607534) 2001 PC16
- (607535) 2001 PE19
- (607536) 2001 PD52
- (607537) 2001 PE68
- (607538) 2001 QN33
- (607539) 2001 QY150
- (607540) 2001 QW167
- (607541) 2001 QW175
- (607542) 2001 QR305
- (607543) 2001 QJ322
- (607544) 2001 QW335
- (607545) 2001 QY335
- (607546) 2001 QL336
- (607547) 2001 QU337
- (607548) 2001 QX337
- (607549) 2001 RB52
- (607550) 2001 RV139
- (607551) 2001 RE157
- (607552) 2001 SN12
- (607553) 2001 SX88
- (607554) 2001 SJ95
- (607555) 2001 SP126
- (607556) 2001 SY215
- (607557) 2001 SA259
- (607558) 2001 ST307
- (607559) 2001 SM326
- (607560) 2001 SL336
- (607561) 2001 SJ357
- (607562) 2001 SK357
- (607563) 2001 SQ357
- (607564) 2001 SQ358
- (607565) 2001 SK360
- (607566) 2001 SM361
- (607567) 2001 SO361
- (607568) 2001 SZ362
- (607569) 2001 TD4
- (607570) 2001 TD161
- (607571) 2001 TG237
- (607572) 2001 TC261
- (607573) 2001 TE263
- (607574) 2001 TB264
- (607575) 2001 TU264
- (607576) 2001 TV265
- (607577) 2001 TX266
- (607578) 2001 UO105
- (607579) 2001 UH132
- (607580) 2001 UV166
- (607581) 2001 UP229
- (607582) 2001 UN232
- (607583) 2001 UE233
- (607584) 2001 UN233
- (607585) 2001 UQ233
- (607586) 2001 UL234
- (607587) 2001 UD235
- (607588) 2001 UF235
- (607589) 2001 UP235
- (607590) 2001 UN237
- (607591) 2001 UZ238
- (607592) 2001 UW239
- (607593) 2001 VQ22
- (607594) 2001 VY108
- (607595) 2001 VU134
- (607596) 2001 VU135
- (607597) 2001 VA138
- (607598) 2001 WU65
- (607599) 2001 WJ104
- (607600) 2001 WS104
- (607601) 2001 WT104
- (607602) 2001 WD105
- (607603) 2001 WX106
- (607604) 2001 XD34
- (607605) 2001 XK145
- (607606) 2001 XC177
- (607607) 2001 XO258
- (607608) 2001 XA268
- (607609) 2001 XK268
- (607610) 2001 YY31
- (607611) 2001 YX63
- (607612) 2001 YH162
- (607613) 2001 YQ163
- (607614) 2001 YS163
- (607615) 2002 AJ33
- (607616) 2002 AC69
- (607617) 2002 AG127
- (607618) 2002 AD161
- (607619) 2002 AL210
- (607620) 2002 AC211
- (607621) 2002 AV211
- (607622) 2002 AB212
- (607623) 2002 AA213
- (607624) 2002 AJ214
- (607625) 2002 AP216
- (607626) 2002 AZ216
- (607627) 2002 AB217
- (607628) 2002 BP31
- (607629) 2002 BW32
- (607630) 2002 BD33
- (607631) 2002 CG26
- (607632) 2002 CK115
- (607633) 2002 CY149
- (607634) 2002 CD157
- (607635) 2002 CF246
- (607636) 2002 CF287
- (607637) 2002 CQ288
- (607638) 2002 CN291
- (607639) 2002 CZ316
- (607640) 2002 CX318
- (607641) 2002 CB319
- (607642) 2002 CS320
- (607643) 2002 CY320
- (607644) 2002 CD321
- (607645) 2002 CP321
- (607646) 2002 CE322
- (607647) 2002 CA324
- (607648) 2002 CC324
- (607649) 2002 CJ324
- (607650) 2002 CL324
- (607651) 2002 CD325
- (607652) 2002 CK325
- (607653) 2002 CD326
- (607654) 2002 CS326
- (607655) 2002 CT326
- (607656) 2002 CY327
- (607657) 2002 CD328
- (607658) 2002 CE328
- (607659) 2002 CR328
- (607660) 2002 CT328
- (607661) 2002 CU328
- (607662) 2002 DO21
- (607663) 2002 EK96
- (607664) 2002 EU111
- (607665) 2002 EB133
- (607666) 2002 ET139
- (607667) 2002 EE150
- (607668) 2002 EN157
- (607669) 2002 EX161
- (607670) 2002 EU164
- (607671) 2002 EQ165
- (607672) 2002 ED166
- (607673) 2002 EJ166
- (607674) 2002 EZ166
- (607675) 2002 EB167
- (607676) 2002 EO168
- (607677) 2002 EC169
- (607678) 2002 EY169
- (607679) 2002 ED170
- (607680) 2002 EO170
- (607681) 2002 EV170
- (607682) 2002 EP172
- (607683) 2002 FU7
- (607684) 2002 FU15
- (607685) 2002 FZ18
- (607686) 2002 FB24
- (607687) 2002 FA42
- (607688) 2002 FQ42
- (607689) 2002 FE44
- (607690) 2002 GT1
- (607691) 2002 GW5
- (607692) 2002 GL10
- (607693) 2002 GQ29
- (607694) 2002 GO31
- (607695) 2002 GR38
- (607696) 2002 GQ50
- (607697) 2002 GZ68
- (607698) 2002 GP120
- (607699) 2002 GF147
- (607700) 2002 GB159
- (607701) 2002 GZ163
- (607702) 2002 GF169
- (607703) 2002 GK172
- (607704) 2002 GN183
- (607705) 2002 GO183
- (607706) 2002 GH185
- (607707) 2002 GJ186
- (607708) 2002 GV186
- (607709) 2002 GC187
- (607710) 2002 GF187
- (607711) 2002 GE188
- (607712) 2002 GN188
- (607713) 2002 GB189
- (607714) 2002 GV189
- (607715) 2002 GF191
- (607716) 2002 GJ191
- (607717) 2002 GK191
- (607718) 2002 GP191
- (607719) 2002 GF192
- (607720) 2002 GG192
- (607721) 2002 GR192
- (607722) 2002 GU192
- (607723) 2002 GW192
- (607724) 2002 GC193
- (607725) 2002 GH193
- (607726) 2002 GA194
- (607727) 2002 GD194
- (607728) 2002 GF194
- (607729) 2002 GR194
- (607730) 2002 GX195
- (607731) 2002 GC196
- (607732) 2002 GQ196
- (607733) 2002 GE197
- (607734) 2002 GL197
- (607735) 2002 GB198
- (607736) 2002 HS18
- (607737) 2002 JZ5
- (607738) 2002 JD14
- (607739) 2002 JL21
- (607740) 2002 JH110
- (607741) 2002 JE125
- (607742) 2002 JZ136
- (607743) 2002 JM138
- (607744) 2002 JF151
- (607745) 2002 JM151
- (607746) 2002 JU151
- (607747) 2002 JW151
- (607748) 2002 JB152
- (607749) 2002 JD152
- (607750) 2002 JH152
- (607751) 2002 JZ152
- (607752) 2002 JE153
- (607753) 2002 JF153
- (607754) 2002 JM153
- (607755) 2002 JX153
- (607756) 2002 KG11
- (607757) 2002 KB12
- (607758) 2002 KZ15
- (607759) 2002 KY16
- (607760) 2002 KB17
- (607761) 2002 KR17
- (607762) 2002 LU6
- (607763) 2002 LN24
- (607764) 2002 LC46
- (607765) 2002 LW63
- (607766) 2002 LZ64
- (607767) 2002 LM65
- (607768) 2002 LP65
- (607769) 2002 LU65
- (607770) 2002 LB66
- (607771) 2002 MV6
- (607772) 2002 ME7
- (607773) 2002 MK7
- (607774) 2002 MV7
- (607775) 2002 MW7
- (607776) 2002 MK8
- (607777) 2002 MN8
- (607778) 2002 NL11
- (607779) 2002 NW11
- (607780) 2002 NE46
- (607781) 2002 NQ58
- (607782) 2002 NM60
- (607783) 2002 NL63
- (607784) 2002 NM63
- (607785) 2002 NZ70
- (607786) 2002 NP72
- (607787) 2002 NJ73
- (607788) 2002 NT73
- (607789) 2002 NZ76
- (607790) 2002 NB77
- (607791) 2002 NK78
- (607792) 2002 NX79
- (607793) 2002 NR81
- (607794) 2002 NU81
- (607795) 2002 NM82
- (607796) 2002 NK83
- (607797) 2002 NN83
- (607798) 2002 NQ83
- (607799) 2002 NR83
- (607800) 2002 NB84
- (607801) 2002 OG5
- (607802) 2002 OS7
- (607803) 2002 OH13
- (607804) 2002 OO32
- (607805) 2002 OQ34
- (607806) 2002 OS35
- (607807) 2002 OS37
- (607808) 2002 OQ38
- (607809) 2002 PG1
- (607810) 2002 PN8
- (607811) 2002 PM38
- (607812) 2002 PK52
- (607813) 2002 PA80
- (607814) 2002 PO81
- (607815) 2002 PY106
- (607816) 2002 PF144
- (607817) 2002 PB150
- (607818) 2002 PR150
- (607819) 2002 PO166
- (607820) 2002 PO172
- (607821) 2002 PV180
- (607822) 2002 PN181
- (607823) 2002 PM183
- (607824) 2002 PO183
- (607825) 2002 PV186
- (607826) 2002 PZ188
- (607827) 2002 PL189
- (607828) 2002 PM190
- (607829) 2002 PO191
- (607830) 2002 PT191
- (607831) 2002 PV191
- (607832) 2002 PW191
- (607833) 2002 PE194
- (607834) 2002 PJ194
- (607835) 2002 PS194
- (607836) 2002 PG195
- (607837) 2002 PK195
- (607838) 2002 PA196
- (607839) 2002 PC196
- (607840) 2002 PR196
- (607841) 2002 PD198
- (607842) 2002 PV199
- (607843) 2002 PC201
- (607844) 2002 PS201
- (607845) 2002 PF203
- (607846) 2002 PR203
- (607847) 2002 PD204
- (607848) 2002 PE204
- (607849) 2002 PF204
- (607850) 2002 PP204
- (607851) 2002 PD205
- (607852) 2002 QF13
- (607853) 2002 QE27
- (607854) 2002 QB35
- (607855) 2002 QD50
- (607856) 2002 QD51
- (607857) 2002 QF51
- (607858) 2002 QN56
- (607859) 2002 QA67
- (607860) 2002 QE67
- (607861) 2002 QL76
- (607862) 2002 QJ80
- (607863) 2002 QP80
- (607864) 2002 QT80
- (607865) 2002 QF88
- (607866) 2002 QB97
- (607867) 2002 QP98
- (607868) 2002 QV100
- (607869) 2002 QP104
- (607870) 2002 QM106
- (607871) 2002 QC108
- (607872) 2002 QX109
- (607873) 2002 QS110
- (607874) 2002 QA111
- (607875) 2002 QS111
- (607876) 2002 QD120
- (607877) 2002 QA124
- (607878) 2002 QX124
- (607879) 2002 QZ124
- (607880) 2002 QP125
- (607881) 2002 QB127
- (607882) 2002 QA128
- (607883) 2002 QH130
- (607884) 2002 QB132
- (607885) 2002 QA140
- (607886) 2002 QV140
- (607887) 2002 QF142
- (607888) 2002 QG142
- (607889) 2002 QO142
- (607890) 2002 QJ144
- (607891) 2002 QS147
- (607892) 2002 QX147
- (607893) 2002 QZ147
- (607894) 2002 QH148
- (607895) 2002 QX148
- (607896) 2002 QF149
- (607897) 2002 QS149
- (607898) 2002 QM150
- (607899) 2002 QY151
- (607900) 2002 QB152
- (607901) 2002 QL152
- (607902) 2002 QB153
- (607903) 2002 QC153
- (607904) 2002 QC155
- (607905) 2002 QF155
- (607906) 2002 QU156
- (607907) 2002 QE157
- (607908) 2002 QA158
- (607909) 2002 QO158
- (607910) 2002 QK159
- (607911) 2002 QZ159
- (607912) 2002 RO4
- (607913) 2002 RL124
- (607914) 2002 RO127
- (607915) 2002 RV146
- (607916) 2002 RU147
- (607917) 2002 RR156
- (607918) 2002 RQ157
- (607919) 2002 RQ167
- (607920) 2002 RX167
- (607921) 2002 RC168
- (607922) 2002 RN184
- (607923) 2002 RW194
- (607924) 2002 RY194
- (607925) 2002 RL204
- (607926) 2002 RV209
- (607927) 2002 RS212
- (607928) 2002 RX221
- (607929) 2002 RF237
- (607930) 2002 RG240
- (607931) 2002 RF241
- (607932) 2002 RK248
- (607933) 2002 RO258
- (607934) 2002 RK260
- (607935) 2002 RP260
- (607936) 2002 RC262
- (607937) 2002 RW262
- (607938) 2002 RY265
- (607939) 2002 RR266
- (607940) 2002 RH268
- (607941) 2002 RA269
- (607942) 2002 RN270
- (607943) 2002 RJ271
- (607944) 2002 RG277
- (607945) 2002 RG280
- (607946) 2002 RF282
- (607947) 2002 RA283
- (607948) 2002 RL283
- (607949) 2002 RS285
- (607950) 2002 RQ288
- (607951) 2002 RB289
- (607952) 2002 RF289
- (607953) 2002 RD293
- (607954) 2002 RN293
- (607955) 2002 RY294
- (607956) 2002 RS295
- (607957) 2002 RU295
- (607958) 2002 RY295
- (607959) 2002 RT296
- (607960) 2002 RL297
- (607961) 2002 RO297
- (607962) 2002 RX297
- (607963) 2002 RK298
- (607964) 2002 RO298
- (607965) 2002 RT298
- (607966) 2002 RU298
- (607967) 2002 RY298
- (607968) 2002 RA299
- (607969) 2002 RE299
- (607970) 2002 RO299
- (607971) 2002 RE300
- (607972) 2002 RQ300
- (607973) 2002 RF301
- (607974) 2002 SG4
- (607975) 2002 SH7
- (607976) 2002 SX10
- (607977) 2002 SQ12
- (607978) 2002 SR35
- (607979) 2002 SH65
- (607980) 2002 SQ72
- (607981) 2002 SG75
- (607982) 2002 TV10
- (607983) 2002 TH62
- (607984) 2002 TG73
- (607985) 2002 TV89
- (607986) 2002 TX94
- (607987) 2002 TZ94
- (607988) 2002 TE98
- (607989) 2002 TA114
- (607990) 2002 TG114
- (607991) 2002 TH116
- (607992) 2002 TG135
- (607993) 2002 TS147
- (607994) 2002 TG150
- (607995) 2002 TX150
- (607996) 2002 TX159
- (607997) 2002 TQ212
- (607998) 2002 TT235
- (607999) 2002 TH258
- (608000) 2002 TO374